# Сарбей Віталій Григорович
Віталій Григорович Сарбей (30 січня 1928, с. Янчекрак Василівського району Запорізької області — † 22 квітня 1999) — український історик, історіограф, джерелознавець. Доктор історичних наук (1972), професор (1981). Дослідник історії України XIX — початку XX століття. Автор близько 1000 наукових праць.

## Освіта

Фото кінця 1940-х рр.

1946—1948 — вступив на історичний факультет Середньоазіатського державного університету (м. Ташкент).
1948—1951 — історичний факультет Харківського державного університету (1951).

## Наукова діяльність
1951-53 вчителював у сільських школах Підбузького р-ну Дрогобицької обл.
1953-56 — аспірант, 1957-61 — молодший науковий співробітник, 1961-79 — старший науковий співробітник відділу історії капіталізму, 1979-99 — завідувач відділу історії України XIX — початку XX ст. Ін-ту історії України НАН України.
Кандидатська дисертація «Історичні погляди О. М. Лазаревського» (1958, наук. кер. — докт. іст. наук М. А. Рубач).
Докторська дисертація — «Основоположники марксизму-ленінізму і дожовтнева історіографія України» (1972).
Загальна кількість публікацій перевищує 1000.

## Вшанування пам'яті
В 1999 р. на пошану пам'яті В. Г. Сарбея було видано науковий збірник статей «Історіографічні дослідження в Україні» (К, Інститут історії України НАН України. — № 9, 1999).
У 2003 р. Інститутом історії України НАН України (відділ історії України XIX — початку XX ст.) було започатковано традицію проведення кожні 5 років міжнародної конференції, присвяченої пам'яті та науковому доробку В. Г. Сарбея.
Другі Сарбеївські читання відбулися у 2008 р.; Треті — 30 січня 2013 р.
Матеріали конференцій друкуються у збірнику наукових праць «Проблеми історії України XIX — початку ХХ ст.»

## Нагороди
Відзнаки:
- Заслужений діяч науки і техніки України (1996).
- Почесна грамота товариства «Знання» (Україна).
- Почесна грамота товариства «Знання» (Вірменія).

Нагороджений:
- Почесною Грамотою Верховної Ради УРСР.
- Медаллю ім. А. С. Макаренка.
- Республіканською премією Всеукраїнської спілки краєзнавців ім. Д. Яворницького.

## Основні праці
- В. І. Ленін про найважливіші питання історії України. — К., 1960 (у співавт.).
- Т. Г. Шевченко — революціонер-демократ. — К., 1961. — 47 с.
- Історичні погляди О. М. Лазаревського. — К., 1961.
- Развитие исторической науки в Украинской ССР. — К., 1970 (у співавт.).
- Примірний навчальний план і програма для народних університетів з історії Української РСР: Метод. поради: радянський період. — К., 1970 (у співавт.).
- Хрестоматія з історії СРСР (9-10 кл.). — К., 1970 (у співавт.).
- Ленін і дожовтнева спадщина історіографії України. — К., 1972 (у співавт.).
- Взаємозв'язки і братерське єднання російського та українського народів у пам'ятках історії. — К., 1979 (у співавт.).
- Київ у трьох революціях: До 1500-річчя заснування міста Києва. — К., 1981 (у співавт.).
- Історія Української РСР: Навч. посіб. для 7-8 кл. — К.: Рад. шк., 1983 (у співавт.).
- История Украинской ССР: Учеб. пособ. для 7-8 кл. — 2-е изд. — К., 1984 (у співавт.).
- Історія Української РСР: Навч. посіб. для 7-8 кл. — 2-ге вид. — К., 1984 (у співавт.).
- Історія Української РСР: Навч. посіб. для 7-8 кл. — 2-ге вид. — К., 1984 (у співавт.) (молд. мовою).
- Історія Української РСР: Навч. посіб. для 7-8 кл. — 2-ге вид. — К., 1984 (у співавт.) (польськ. мовою).
- Історія Української РСР: Навч. посіб. для 7-8 кл. — 2-ге вид. — К., 1984 (у співавт.) (угор. мовою).
- История Украинской ССР: Проб. учеб. для 9-10 кл. — К., 1985 (у співавт.).
- Історія України в дожовтневій більшовицькій пресі. — К., 1986.
- История Украинской ССР: Учеб. пособ. для 7-8 кл. — 3-е изд. — К., 1986 (у співавт.).
- Історія Української РСР: Навч. посіб. для 7-8 кл. — 3-тє вид. — К., 1986 (у співавт.).
- У полум'ї революцій: Робітничий клас України в трьох російських революціях. — К., 1987 (у співавт.).
- История Украинской ССР: Проб. учеб. для 9-10 кл. — 2-е изд., с изм. — К., 1987 (у співавт.).
- История Украинской ССР: Учеб. пособ. для 7-8 кл. [шк. УССР с венг. яз. обучения / Пер. с укр.] — [2-е изд.]. — К., 1988 (у співавт.).
- Очерки по методологии и историографии истории Украины (период капитализма). — К., 1989.
- История Украинской ССР: Учеб. пособ. для 8-9 кл. — К., 1989 (у співавт.).
- Історія Української РСР: Навч. посіб. для 8-9 кл. — К., 1989 (у співавт.).
- Україна: діалектика національного розвитку. — К., 1989 (у співавт.).
- Программа по истории Украинской ССР, 8-11 кл. — К., 1990 (у співавт.).
- Історія Української РСР: Навч. посіб. для 8-9 кл. — 2-ге вид. — К., 1990 (у співавт.).
- История Украины. Проб. учеб. пособ. для 10-11 кл. сред. шк. — К., 1991 (у співавт.).
- Історія України. Проб. навч. посіб. для 10-11 кл. — К., 1991 (у співавт.).
- Сарбей В. Г. Історія України (XIX — початок XX ст.): Проб. підруч. для 9 кл. серед. шк. — К., 1994.
- Сарбей В. Г. История Украины XIX — начало XX в.: Проб. учеб. для 9 кл. сред. шк. — К., 1995.
- Програма для шкіл з поглибленим вивченням історії. Історія України. — К., 1996 (у співавт.).
- Історія України (XIX — початок XX ст.): Підруч. для 9 кл. серед. шк. — 2-ге вид., випр. й допов. — К., 1996.
- Академік УАН Орест Іванович Левицький (1848—1922 рр.): Життєпис, бібліографія його праць і праць про нього. — К., 1998 (у співавт.).
- Хрестоматія з історії України XIX — початок XX ст.: Навч. посіб. для 9 кл. — К., 2000.

Обкладинка

- Національне відродження України / Україна крізь віки. У 13-ти тт. Т. 9. — К., 1999.